# Everything is Love
Everything is Love – album amerykańskiego duetu The Carters, tworzonego przez małżeństwo Beyoncé oraz Jay-Z. Krążek został wydany 16 czerwca 2018 roku przez wytwórnię Parkwood, Sony i Roc Nation. Pierwszym singlem promującym krążek został wydany w dniu premiery albumu utwór „Apeshit”. Everything is Love zadebiutował na drugim miejscu Billboard 200, dzięki łącznej sprzedaży 123 tys. kopii w pierwszym tygodniu od premiery.

## Lista utworów
| Nr | Tytuł utworu     | Autorzy | Produkcja                                                     | Długość |
| -- | ---------------- | --- | ------------------------------------------------------------- | ------- |
| 1. | „Summer”         | Beyoncé, Shawn Carter, Marcello Valenzano, Andre Christopher Lyon, Leon Michels, Homer Steinweiss, Thomas Brenneck, Mike Herard, James Fauntleroy II               | Beyoncé, Jay-Z, Cool & Dre, El Michels                        | 4:45    |
| 2. | „Apeshit”        | Pharrell Williams, Beyoncé, Shawn Carter, Quavious Keyate Marshall, Kiari Kendrell Cephus                                                                          | Pharrell, Beyoncé, Jay-Z, Stuart White                        | 4:25    |
| 3. | „Boss”           | Beyoncé, Shawn Carter, Tyrone "Ty Dolla Sign" Griffin Jr., Dernest "D’Mile" Emile II                                                                               | Beyoncé, Jay-Z, D’Mile, Mike Dean, MeLo-X, Derek Dixie, White | 4:04    |
| 4. | „Nice”           | Pharrell Williams, Beyoncé, Shawn Carter | Pharrell, Beyoncé, Jay-Z                                      | 3:54    |
| 5. | „713”            | Beyoncé, Shawn Carter, Marcello Valenzano, Andre Christopher Lyon, Rayshon Cobbs Jr.                                                                               | Beyoncé, Jay-Z, Cool & Dre, 808-Ray, Fred Ball                | 3:13    |
| 6. | „Friends”        | Beyoncé, Shawn Carter, Matthew Samuels, Jahaan Sweet, Denisia Andrews, Brittany Coney, Tavor Javon Holins, Amir "Cash" Esmailian, Navraj Goraya, Rupert Thomas Jr. | Beyoncé, Jay-Z, Boi-1da, SweetNav, Sevn Thomas, Ball          | 5:44    |
| 7. | „Heard About Us” | Beyoncé, Shawn Carter, Matthew Samuels, Nija Charles, Jahaan Sweet, Anderson "Vinylz" Hernandez, Ramon "Illmind" Ibanga Jr.                                        | Beyoncé, Jay-Z, Boi-1da, Sweet, Vinylz, Illmind, Ball         | 3:10    |
| 8. | „Black Effect”   | Beyoncé, Shawn Carter, Denisia Andrews, Brittany Coney, Jahaan Valenzano, Andre Christopher Lyon, Rayshon Cobbs Jr., Alexander Smith                               | Beyoncé, Jay-Z, Cool & Dre                                    | 5:13    |
| 9. | „LoveHappy”      | Beyoncé, Shawn Carter, David Andrew Sitek, Nija Charles, Denisia Andrews, Brittany Coney                                                                           | Beyoncé, Jay-Z, Sitek, Nova Wav                               | 3:49    |
|    |                  | |                                                               | 38:17   |

W serwisie Tidal został zamieszczony singel promocyjny „Salud!”.

## Notowania i certyfikaty
| Lista przebojów (2018)                 | Najwyższa pozycja |
| -------------------------------------- | ----------------- |
| Australia (ARIA Charts)                | 6                 |
| Austria (Ö3 Austria Top 40)            | 21                |
| Belgia (Ultratop 200 Albums, Flandria) | 8                 |
| Belgia (Ultratop 200 Albums, Walonia)  | 28                |
| Czechy (ČNS IFPI)                      | 30                |
| Dania (Hitlisten)                      | 10                |
| Finlandia (Suomen virallinen lista)    | 30                |
| Francja (SNEP)                         | 33                |
| Hiszpania (PROMUSICAE)                 | 9                 |
| Holandia (MegaCharts)                  | 4                 |
| Irlandia (IRMA)                        | 10                |
| Kanada (Billboard Canadian Albums)     | 4                 |
| Niemcy (GfK Entertainment)             | 23                |
| Norwegia (VG-Lista)                    | 8                 |
| Nowa Zelandia (Recorded Music NZ)      | 11                |
| Polska (OLiS)                          | 2                 |
| Portugalia (AFP)                       | 10                |
| Szwajcaria (Alben Top 100)             | 5                 |
| Szwecja (Sverigetopplistan)            | 7                 |
| USA (Billboard 200)                    | 2                 |
| Wielka Brytania (UK Albums Chart)      | 5                 |
| Węgry (Mahasz)                         | 33                |
| Włochy (FIMI)                          | 20                |